# Arianne Zucker
Arianne Zucker, właściwie Arianne Bethane Zuckerman (ur. 3 czerwca 1974 w Northridge) – amerykańska aktorka. Rozpoznawalność zdobyła dzięki roli Nicole Walker w amerykańskiej operze mydlanej Dni naszego życia emitowanej przez amerykańską stację NBC.
Karierę rozpoczęła w wieku szesnastu lat jako modelka. Pracowała m.in. we Francji, Japonii i Australii. Począwszy od roku 1998, odgrywała rolę Nicole Walker w serialu Dni naszego życia

## Filmografia
- 1998–2006, od 2008: Dni naszego życia jako Nicole Walker
- 2009: The Last Resort jako Jessica
- 2013: Looking for Bobby D jako Shannon